# حزب البعث العربي الاشتراكي (الأردن)
حزب البعث العربي الاشتراكي الأردني (والمعروف سابقًا باسم حزب البعث العربي الاشتراكي - منطقة الأردن)، هو حزب سياسي في الأردن وهو فرع لحزب البعث العربي الاشتراكي، والفرع الإقليمي ل حزب البعث العربي الاشتراكي(العراق).
بعد تأسيس حزب البعث في سوريا عام 1947، انتشرت الأفكار البعثية في العالم العربي، وانتشر الفكر البعثي في الأردن لأول مرة في الضفة الشرقية في أواخر الأربعينيات، وعلى الأخص في الجامعات. إلا أن الفرع الإقليمي لم يتشكل قبل عام 1951؛ إذ  عُقدت عدة اجتماعات في الجامعات حيث كان يتناقش الطلاب والأساتذة  أيديولوجية حزب البعث الذي تم إنشاؤه حديثًا. أعرب العديد من الأشخاص عن دعمهم للفكر البعثي في هذه الاجتماعات، حيث تم تشكيل الفرع الإقليمي عام 1951 في الكرك من قبل مجموعة من المعلمين. في الأيام الأولى للتنظيم، كان مكان اجتماع البعثيين في عيادة يملكها عبد الرحمن شقير. وكان الحزب أكثر نشاطا في الضفة الغربية تحديدًا في مدينتي القدس الشرقية ورام الله، حيث كان بهجت أبو غربية عضو حزب البعث في الضفة الغربية والمسؤولً عن بناء التنظيم الحزبي في هذه المنطقة. 
عُقد المؤتمر الإقليمي الأول للحزب عام 1951 في منزل عبد الله الريماوي حيث وضع البرنامج الأيديولوجي الأول للحزب وتم التخطيط ل«المسار المستقبلي للحزب». وفي العام التالي، أي عام 1952، عُقد لقاء آخر، وكان ذلك في منزل عبد الله نعواس وبناء عليه تم انتخاب قيادة محلية ليكون الريماوي أميناً عاماً لها وشقير وأبو غربية ونعواس في اللجنة المركزية. أثبت ريماوي ونعواس جدارتهما بالقيادة، وهكذا فقد أثبتت حملتهما نجاحها في الأحياء والمدن الأردنية والفلسطينية.  ثم أصبح الفرع الإقليمي طرفًا قانونيًا في 28 أغسطس 1956 بقرار من المحكمة الأردنية العليا. 
تم انتخاب كل من الريماوي ونواس  لعضوية مجلس النواب خلال انتخابات 1950 و 1951 كعضوين مستقلين (حيث لم يكن حزب البعث حزباً شرعياً في ذلك الوقت). ثم تمكن الحزب من انتخاب ثلاثة بعثيين في البرلمان خلال انتخابات عام 1951. ومع ذلك، فقد خسروا جميعهم مقاعدهم خلال انتخابات عام 1954.
عيد انتخاب الريماوي في انتخابات عام 1956 لمجلس النواب الأردني،  واحتفظ بمقعده حتى انتخابات عام 1961. هذا وكما أظهرت أنماط التصويت أن التجمعات الأكبر من البعثيين كانت تعيش في إربد وعمان في الضفة الشرقية والقدس ونابلس في الضفة الغربية. 
تأثر شقير أثناء نفيه القسري داخل الأردن بالفكر الشيوعي، فعندما انتهى نفيه، حاول شقير تشكيل جبهة وطنية مع الحزب الشيوعي الأردني ومنظمة البعث الإقليمية كأعضاء قياديين فيها، إلا أن زملائه البعثيين عارضوا هذه الفكرة، فترك شقير الحزب. 
بدأ حزب البعث الاشتراكي العربي الاردني في 1947 وقد بقي الحزب من أكبر الأحزاب تأثيراً في الأردن وقد تقلبت على هذا الحزب أمناء عامون منهم المرحوم امين شقير وعبد الله الريماوي والدكتور منيف الرزاز والاستاذ وليد عبد الهادي والدكتور مصطفى البرماوي والمرحوم شاهر الطالب واخرون تم تعيينهم من قبل القيادات القومية المتعاقبة نظرا للظروف التي مر بها الحزب، وكانت الفترة الذهبية تلك التي تم دعم الحزب بها ما بين 1977 و 1982 من الرئيس العراقي الراحل صدام حسين رحمه الله وكانت القيادة تتالف من: د. مصطفى البرماوي أمين سر التنظيم وكل من شاهر الطالب وحسن العمرو و العميد مصطفى الجرادات و د. أنور حدادين، عمر أبو الراغب، إسماعيل المحادين، أحمد القبلاني وتيسير الحمصي، ثم بعد ذلك قدم د. مصطفى البرماوي استقالته من الحزب وخلفه المرحوم المحامي شاهر الطالب، وبعدها استلم الرفيق المرحوم حسن العمرو أمانة السر من الفترة ما بين 1988 وحتى 1993 وبعد ذلك صدر قانون الأحزاب الأردنية ولم يعد هناك أحزاب تعمل تحت الأرض، وتم اشهار حزب البعث الأردني وأصبح الأستاذ تيسير الحمصي أمينا عاما للحزب الى أن خلفه الرفيق اكرم الحمصي امينا عاما للحزب في المؤتمر القطري السادس في 19/01/2010.
وبعد تصويب الاوضاع ابان صدور قانون الاحزاب رقم 7 لسنة 2022، في مؤتمر تصويب الاوضاع، وحسب النظام الداخلي للحزب تم عقد المؤتمر العاشر للحزب وانتخبت قيادة جديدة للحزب وهم: (الرفيق المحامي الأستاذ زهير الرواشدة، الرفيق المهندس وديع ابو ارشيد، الرفيق الدكتور وصفي العموش، الرفيق المحامي عمر العبيسات ،الرفيق الدكتور وفيق هلسة ،الرفيق ،الدكتور آدم العبداللات، الرفيق الدكتور خالد بني حمدان، الرفيق المحامي زياد النجداوي، الرفيق، جميل نشوان، الرفيق صياح كنعان، الرفيقة غادة حمّاد)، وانتخبت القيادة امينًا للسر وهو الأستاذ المحامي زهير الرواشدة وتبني القيادة وكوادر الحزب.
و تم انتخاب خليل حدادين - وزير الإعلام الأردني السابق - لعضوية مجلس النواب خلال انتخابات 1993 و 1997 حيث أن موقفه كان مؤيدا للعراق ومؤيدًا لصدام حسين.
وفي عام 1966 انشق الحزب وأصبح يضم ما يقدر بـ 1000 عضو، ناشط في جبهة التحرير العربية (ALF). وكان الأردني زيد حيدر هو أول زعيم لها. ثم انضم منيف الرزاز للحزب عام 1966 وأصبح في النهاية زعيم جبهة تحرير مورو الإسلامية.  ومن هناك صعد سلم الحزب وأصبح عضوًا في القيادة الوطنية قبل أن تضعه السلطات العراقية تحت الإقامة الجبرية،  فأصبح شاهر أبو شحوت أول زعيم للحزب بعد انقسام عام 1966. 

## التاريخ الحديث
تضاءلت شعبية حزب البعث منذ تأسيس الأنظمة السياسية الاستبدادية في العراق وسوريا، لكن الإيديولوجية البعثية لا تزال شائعة؛ والسبب في ذلك هو أن كلاً من حزب البعث العراقي وحزب البعث السوري قد استبدل الأيديولوجيا بالولاء الأعمى للخطاب الصدامي أو لنظام الأسد. فكما  تحدث أكاديمي أردني للسفارة الأمريكية في عمّان: «هناك عدد أكبر بكثير من البعثيين الحقيقيين خارج الحزب منه في الداخل»، مشيرًا إلى أن الحزب الحالي يقلل من أهمية (بل ويحل محل) المكونات الأيديولوجية اللازمة للحصول على المزيد من الأتباع. 
تمكن الحزب من الحصول على بعض الدعم في التسعينيات نظرًا لوضعه كفرع لحزب البعث العربي، فقام  بالمساعدة في تمويل آلاف المنح الدراسية للجامعات العراقية.  إلا أنّنه وبسبب غزو العراق الذي حدث عام عام 2003، اقترب الحزب من الإفلاس وفقد معظم أتباعه عندما فشل في تمويل عودة الطلاب من العراق. 
 تم رفض تسجيل الحزب في القانون عام 1992، ولكن تم تسجيله لاحقا بعد أن اضطر لتغيير اسمه من «حزب البعث العربي الاشتراكي» إلى «حزب البعث العربي الاشتراكي الأردني». تم انتخاب خليل حدادين - وزير الإعلام الأردني السابق - عضوا في البرلمان في انتخابات 1993 و 1997 على أساس برنامج صدامي مؤيد للعراق. ولا يوجد حاليا أعضاء للحزب في البرلمان. 
وفي أول مؤتمر للحزب منذ غزو العراق عام 2003، زعمت القيادة أنها ستنشر رسالة مزعومة من صدام حسين. إلا أنّ   الصحافة الأردنية تجاهلت الحدث إلى حد كبير. 
وعلى عكس الأيديولوجية البعثية، تعتبر اليوم الأحزاب الموالية للعراق والموالية لسوريا ليست متصلة إلى حد كبير في المشهد السياسي الأردني. إذ إنها تعاني من مشاكل مالية، كما أن المتدينون الأردنيون ينتقدونها لعلمانيتها، وسئم آخرون أيديولوجيتها القومية العربية. 
وحسب استطلاع أجري عام 1995، قال 16.8٪ من الأردنيين إنهم كانوا على علم بوجود الحزب، مما جعله ثالث أفضل حزب سياسي معروف في الأردن (متجاوزًا حزب البعث العربي التقدمي المؤيد لسوريا بأكثر من 10٪). وفي مايو 2003، قُدر أن الحزب كان يضم أقل من 200 عضو. ووفقًا لوثيقة ويكيليكس التي يعود تاريخها إلى عام 2007، فإن شخصية حزب البعث العربي الاشتراكي أحمد الضمور تعتبر من أكبر التهديدات لهيمنة جبهة العمل الإسلامي على المشهد السياسي.